# Canton du Puy-en-Velay-2
Le canton du Puy-en-Velay-2 est une circonscription électorale française du département de la Haute-Loire.

## Histoire
Un nouveau découpage territorial de la Haute-Loire entre en vigueur à l'occasion des premières élections départementales suivant le décret du 17 février 2014. Les conseillers départementaux sont, à compter de ces élections, élus au scrutin majoritaire binominal mixte. Les électeurs de chaque canton élisent au Conseil départemental, nouvelle appellation du Conseil général, deux membres de sexe différent, qui se présentent en binôme de candidats. Les conseillers départementaux sont élus pour 6 ans au scrutin binominal majoritaire à deux tours, l'accès au second tour nécessitant 12,5 % des inscrits au 1er tour. En outre la totalité des conseillers départementaux est renouvelée. Ce nouveau mode de scrutin nécessite un redécoupage des cantons dont le nombre est divisé par deux avec arrondi à l'unité impaire supérieure si ce nombre n'est pas entier impair, assorti de conditions de seuils minimaux. Dans la Haute-Loire, le nombre de cantons passe ainsi de 35 à 19.
Le canton du Puy-en-Velay-2 est formé d'une fraction du Puy-en-Velay et de communes des anciens cantons de Le Puy-en-Velay-Nord (5 communes). Il est entièrement inclus dans l'arrondissement du Puy-en-Velay. Le bureau centralisateur est situé au Puy-en-Velay.

## Représentation
| Période élective | Période élective | Mandat | Mandat   | Identité            | Nuance | Nuance | Qualité |
| ---------------- | ---------------- | ------ | -------- | ------------------- | ------ | ------ | --- |
| 2015             | 2021             | 2015   | 2021     | Corinne Bringer     |        | DVD    | Cadre au conseil régional d'Auvergne-Rhône-Alpes Maire de Chadrac, 2e Vice-présidente de la Communauté d'agglomération du Puy-en-Velay |
| 2015             | 2021             | 2015   | 2021     | Jean-Paul Vigouroux |        | DVD    | Retraité des services de la santé au travail Maire de Polignac                                                                         |
| 2021             | 2028             | 2021   | en cours | Corinne Bringer     |        | DVD    | Conseillère sortante, suppléante du député LR Jean-Pierre Vigier                                                                       |
| 2021             | 2028             | 2021   | en cours | Jean-Paul Vigouroux |        | DVD    | Conseiller sortant |

### Résultats détaillés

#### Élections de mars 2015
À l'issue du 1er tour des élections départementales de 2015, deux binômes sont en ballotage : Corinne Bringer et Jean-Paul Vigouroux (Union de la Droite, 39,91 %) et Gérard Convert et Josiane Mialon (PS, 30,35 %). Le taux de participation est de 51,33 % (4 877 votants sur 9 501 inscrits) contre 53,67 % au niveau départemental et 50,17 % au niveau national.
Au second tour, Corinne Bringer et Jean-Paul Vigouroux (Union de la Droite) sont élus avec 58,31 % des suffrages exprimés et un taux de participation de 51,02 % (2 609 voix pour 4 847 votants et 9 501 inscrits).

#### Élections de juin 2021
Le premier tour des élections départementales de 2021 est marqué par un très faible taux de participation (33,26 % au niveau national). Dans le canton du Puy-en-Velay-2, ce taux de participation est de 40,14 % (3 773 votants sur 9 400 inscrits) contre 40,17 % au niveau départemental. À l'issue de ce premier tour,  le binôme constitué de Corinne Bringer et Jean-Paul Vigouroux (DVD , 74,01 %), est élu avec 74,01 % des suffrages exprimés.

## Composition
| Nom                                     | Code Insee | Intercommunalité   | Superficie (km2) | Population (dernière pop. légale)               | Densité (hab./km2) | Modifier                                    |
| --------------------------------------- | ---------- | ------------------ | ---------------- | ----------------------------------------------- | ------------------ | ------------------------------------------- |
| Le Puy-en-Velay (bureau centralisateur) | 43157      | CA du Puy-en-Velay | 16,79            | Fraction : 4 632 (2022) Commune : 18 989 (2022) | 1 131              | modifier les données · modifier les données |
| Aiguilhe                                | 43002      | CA du Puy-en-Velay | 1,10             | 1 483 (2022)                                    | 1 348              | modifier les données · modifier les données |
| Chadrac                                 | 43046      | CA du Puy-en-Velay | 2,48             | 2 502 (2022)                                    | 1 009              | modifier les données · modifier les données |
| Chaspinhac                              | 43061      | CA du Puy-en-Velay | 16,44            | 881 (2022)                                      | 54                 | modifier les données · modifier les données |
| Le Monteil                              | 43140      | CA du Puy-en-Velay | 2,22             | 677 (2022)                                      | 305                | modifier les données · modifier les données |
| Polignac                                | 43152      | CA du Puy-en-Velay | 33,01            | 2 827 (2022)                                    | 86                 | modifier les données · modifier les données |
| Canton du Puy-en-Velay-2                | 4313       |                    |                  | 13 002 (2022)                                   |                    | modifier les données                        |

Le canton du Puy-en-Velay-2 comprend :
1. cinq communes entières,
2. la partie de la commune du Puy-en-Velay située au nord d'une ligne définie par l'axe des voies et limites suivantes : à partir de la limite territoriale de la commune d'Espaly-Saint-Marcel, ligne de chemin de fer, rue Ronzon, tour Pannessac, rue Pannessac, place du Plot, rue Courrerie, place du Martouret, rue Chaussade, rue Chèvrerie, place du Pallet, rue Droite, rue du Faubourg-Saint-Jean, boulevard du Maréchal-Joffre, route nationale 88, jusqu'à la limite territoriale de Chadrac.

## Démographie
En 2022, le canton comptait 13 002 habitants, en évolution de −0,61 % par rapport à 2016 (Haute-Loire : +0,36 %, France hors Mayotte : +2,11 %).
| 2013   | 2018   | 2022   |
| ------ | ------ | ------ |
| 12 677 | 13 330 | 13 002 |